# 滞納処分
滞納処分（たいのうしょぶん）とは、日本において、法定納期限等一定の期日までに納付されない税などについて、徴収権者が、その税などにかかる債権を滞納者の意思に関わり無く実現する行政処分である。
国税通則法第40条は、一定の場合に滞納処分を行う旨を規定している。滞納処分の具体的な手続きに関しては、同条の委任により国税徴収法に規定があり、税務署長その他国税の徴収に関する事務に従事する職員がこれを行う。
以下では、主に国に関する滞納処分を記す。

## 概要
滞納処分が目的とするところは、納付されない税を強制的に取り立て、最終的には税が納付されたのと同一の効果を得ること、具体的には納付されるべき税額を国庫に納めさせることにある。徴収法にはその具体的な手続きが規定されているが、これらはそれぞれ独立した、一連の行政処分である。
滞納処分には、通則法および徴収法の規定によれば下記の手続がある（滞納処分に先立つ手続を含む）。
- （督促）
  - （繰上請求）
- （財産の調査）
  - （質問・検査）
  - （捜索）
- 財産の差押
- 交付要求
- 財産の換価
- 換価代金等の配当

（0）で囲んだものは滞納処分に先立つ手続き。

### 私債権との相違点
税は、国や地方公共団体の収入の大部分を占め、その活動の基盤となるものである。また、その徴収には大量性・反復性があり、徴収のために煩雑な手続を要するとすれば、効率的な行政の執行を妨げるおそれがある。
そのため、税の徴収にあたっては、私債権の実現には許されない自力執行権が認められている。自力執行権とは、履行されない債権を、債権者自らが強制手段を以って実現させる権限である。

### 他の法律における「国税徴収の例による」場合
徴収法に規定されている滞納処分の手続きは、通則法に規定する国税、即ち国が課する税のうち関税、とん税、特別とん税、森林環境税及び特別法人事業税以外のものについての規定であるが、関税法、地方税法をはじめとする公租公課の徴収に関する法令において、「国税徴収の例による」との規定で同様に扱われるものがある。
１　関税　関税法第11条、とん税　とん税第6条第3項、特別とん税　特別とん税第6条によるとん税第6条第3項の準用
２　健康保険料　健康保険法第180条第4項　国民年金保険料　国民年金法第96条第4項
３　地方税　地方税法第48条第1項等
４　地方自治体の徴収金　放置違反金　道路交通法第51条の4第14項により地方税法の滞納処分の例によりとあるので、間接的に国税の滞納処分の例によることになる。
この、国税徴収の例によるとあるのは、徴収法の個別の規定の準用より幅が広く、徴収法に基づく命令の規定を含み、対象となる公租公課が、国税であるように徴収することができる。この場合、徴収法中「徴収職員」、「国税」などの文言は、当該法令で用いられている用語（地方税法の場合「徴税吏員」、「道府県民税」など地方税の税目）に読み替えることになる。
以下、本項目では徴収法に規定されている用語に従って解説する。

## 督促
通則法第37条では、国税の納期限後50日以内に督促状を1度に限り発するものとされており、同法第40条および徴収法第47条では原則として督促状を発した日から10日以内に当該国税が完納されない場合、滞納処分（差押）を行うとされている。
督促状の発付は滞納処分の前提行為とされており、督促状が発されずに行われた滞納処分は無効となる。「50日以内」という督促状発送の期限は訓示規定であると解されており、50日を過ぎて発せられた督促状が直ちに無効になるとはされていない。
ただし、通則法第38条第1項各号の規定により繰上請求がなされた場合は繰り上げられた納期限までに当該国税が完納されなかった場合（通則法第40条）、督促状を発してから10日以内に繰上請求の事由が発生した場合は直ちに（徴収法第47条第2項）、滞納処分を行うことができる。特に徴収法第47条第2項の場合を指して「繰上差押え」と呼ばれる。
当該国税について通則法に基づく督促がなされた場合は、通則法第73条第1項第4号の規定により、督促状を発した日から10日間、時効の完成が猶予される。ただし、督促状で時効が中断するのは、初回限りであり、それ以降に発する催告書では、時効は中断しない。

## 財産の調査
徴収職員は、滞納者に対する差押に先立ち、差し押さえの対象となりうる財産の有無やその価値などを調査するため、下記の方法により財産の調査を行うことができる（徴収法第5章第6節第2款「財産の調査」（第141条 - 第147条））。
- 任意の調査
  - 質問・検査（徴収法第141条、第147条）
- 強制調査
  - 捜索（徴収法第142条 - 第146条、第147条）

財産調査にあたっては、徴収職員は身分証明書を携帯し、関係者（調査を受ける者）の請求があればこれを呈示しなければならない（徴収法第147条）。ただし、調査に先立ち必ず自発的に呈示する必要は無く、関係人の請求により提示すれば足りると解されている。
自力執行権の行使の前段階として強力な権限が与えられているが、この権限は犯罪捜査のために認められたものと解してはならない旨が規定されている（徴収法第147条第2項）。

### 質問・検査
滞納者自身や、滞納者の財産（適法・違法問わず）・債権・債務を有するか有すると認められる相当の理由がある者、滞納者が出資している法人に対しては、質問・検査をすることができる。
質問は、上記の者に対して口頭または照会文書等の書面で行う。検査は、上記の者の財産に関する帳簿類（コンピュータ上のものを含む）の提示を求めて行う。
質問に対して答弁をせず、偽りの陳述をした者・検査を拒否、妨害、忌避し、または偽りの帳簿類を提示した者は、1年以下の懲役又は50万円以下の罰金刑に処せられる（徴収法第188条）。また、法人等の代表者・従業員、自然人の代理人等がこれを行った場合、行為者とともに、行為者が代理を行った法人や自然人も罰せられる。

## 財産の差押
差押は、滞納者の特定の財産について、滞納者の意思に関わりなく、法律上または事実上の処分を禁じ、それを公売その他の方法により金銭に換価可能な状態にするために行われる最初の手続きである強制処分である。差し押さえられた財産は、所有権に基づく使用・収益・処分に制限を受けるが、差押を受けた段階ではその所有権は滞納者に属し、国に所有権が直接移転するわけではない。

### 通則
差し押さえる財産は、国税徴収上必要なものでなければならず、かつその財産を換価したときに滞納国税への配当が得られるものでなければならない（徴収法第48条）。
差押の効力は、その財産本体以外に、その財産から生じる民法上の天然果実（差し押さえた家畜の仔、果樹に生る果物など）にも及ぶが、差押にかかる債権の差押後の利息以外の法定果実（不動産の賃料など）には及ばない。
滞納者や、滞納者と生計を共にする配偶者（事実上のものを含む）や親族の生活に欠かすことのできない財産・給料・社会保障費、農業・水産業その他自己の技術等により従事している職業に欠かすことのできない物などは、徴収法に規定があるものを除いては差押をすることができない（徴収法第75条 - 第78条）。
差押のうち、通知書等の書面の送付によってその効果が発生するものについては、効果発生の時点を明確にするため、実務では通知書は配達証明郵便などの手段で送付されることが多い。通説上、発送した書面が受取人の支配下に入った（基本的には本人・家族・従業員等が郵便物を受け取った）時点で相手方に到達したものとみなされ、滞納者が読まなかったなどの場合も、差押の効力には影響を及ぼさない。
通則法第72条第3項により準用される民法第147条の規定により、国税徴収のために財産の差押を行った場合、当該国税に係る時効は完成猶予となる。すなわち、差押を行ったときからその目的となっている国税の時効は進行せず、換価・換価の猶予等により差押が解除された翌日から起算してさらに5年後（通則法第72条第1項）が当該国税の消滅時効となる。

### 動産の差押
動産（有価証券を含む）の差押は、徴収職員がこれを占有して行う（徴収法第56条）。ただし、必要な場合は、当該動産に封印・公示書等を表示するなどした上で滞納者またはその財産を占有する第三者に保管を命じることができる（徴収法第60条）。動産は一般に、使用されれば損耗しその価値を減ずる場合が多いので、徴収法第60条の場合はその使用・収益が禁じられるが、国税の徴収上支障がないと認めるときは使用が許可される場合も有る（徴収法第61条）。
金銭や有価証券を差し押さえた場合は、その限度において（有価証券の場合はこれを換金した限度において）国税を徴収したものとみなされる（徴収法第57条）。
動産のうち、登記または登録の制度がある船舶・航空機・自動車・建設機械・小型船舶の差押は、不動産の差押の手続きに準じて行われる。この場合、営業上の必要などがある場合は、一定の要件により運行・航行・使用を許可される場合がある。ただし、軽自動車や二輪車、櫓（ろ）や櫂（かい）をもって航行する船などは登録の制度がないため、通常の動産差押の手続きによる。

### 債権の差押
滞納者が有する債権の差押は、第三債務者にその債権を特定して通知（債権差押通知書）を送達することにより、原則としてその全額に対して行う（徴収法第61条・第63条）。差押の効果は、第三債務者に通知書が送達されたときに生じる。差し押さえられた債権については、債務者が滞納者に対して履行することと、滞納者が債務者に対して取立て等を行うことが禁止される（徴収法第61条第2項）。
徴収職員は、必要な場合は当該債権の証書を、動産の差押の例により滞納者から取り上げることができる（徴収法第65条）。
差し押さえた債権取立ては徴収職員が行い、金銭を取り立てた場合はその限度内において滞納者から国税を徴収したものとみなされる。金銭以外のものを取り立てた場合は、そのものは差し押さえられる（徴収法第67条）。
差し押さえるべき債権が抵当権等登記することができるものである場合、税務署長がその登記を関係機関に嘱託することができる。この場合、税務署長は滞納処分に関係する第三債務者以外の権利者に対して差し押さえた旨を通知しなければならない（徴収法第64条）。

### 不動産の差押
不動産の差押は、滞納者に差押書を送達して行い、差押書送達の時点で効力を生ずる。これとともに、税務署長は差し押さえた物件の登記を関係機関（登記所）に嘱託しなければならない。登記がなされていなければ、第三者に対して対抗することができないためである。差押書が滞納者に到達する前に登記がなされた場合は、登記された時に差押の効力が生ずる（徴収法第68条）。
滞納者または差し押さえられた不動産ついて使用・収益をする権利を持つ第三者は、当該不動産を通常の用法で使用収益することができるが、その価値を著しく損なう行為がなされると認められるときは、税務署長はその使用収益を制限することができる（徴収法第69条）。

### 無体財産権の差押
無体財産権のうち、特許権、著作権等、第三債務者等がないのものの差押は原則として差押書の送達により行い、差押書が滞納者に到達されたときにその効力が生ずる。権利の移転にあたり登記を要する無体財産権の場合は、税務署長が関係機関にその登記を嘱託する。差押書が滞納者に到達する前に登記がなされた場合は、登記された時に差押の効力が生ずる。ただし、特許権や実用新案権などでその処分の制限につき登記をしなければ効力が生じないものとされているものの差押えの効力は、差押えの登記がされた時にその効力が生ずる（徴収法第72条）。
無体財産権のうち、電話加入権、合名会社・合資会社等の社員の持分、ゴルフ会員権等、第三債務者等のあるものの差押は、第三債務者に対して差押通知書を送達することにより行い、その差押書が第三債務者に送達されたときに効力を生ずる。権利の移転に当たり登記を要するものの場合は、第三債務者等がない無体財産権の場合に準じる（徴収法第73条）。

### 差押の解除
差押の解除とは、差押の効力を将来に向かって失わせる処分である。
国税が完納されるなどその全額が消滅したとき、差押財産の価値がその差押にかかる国税に優先する他の国税・地方税等の合計額を上回る見込みがなくなったとき（徴収法第79条第1項）、徴収法第153条に基づき滞納処分の執行を停止したときは、徴収職員は直ちに差押を解除しなければならない。また、差押にかかる国税の一部納付等や差押財産の値上がり等によりその価格が当該国税およびそれ以外の国税・地方税等の総額を著しく上回る場合、滞納者が差し出したほかの適当な財産を差し押さえた場合（徴収法第79条第2項）、事業の継続・生活の維持のために必要があり換価の猶予をする場合は、徴収職員は差押を解除することができる。
差押の解除は、第三債務者に通知して差し押さえるものについては第三債務者に、それ以外のものについては滞納者に、それぞれ通知することによって行う。また、動産の引渡し・公示書や封印の除去、不動産の登記抹消の嘱託等、徴収職員や税務署長は必要な手続きを行わなければならない。

## 交付要求・参加差押
滞納者の財産について、滞納にかかる国税債権以外の債権につき差押等の強制換価手続が行われた場合は、個々に差押の手続きを行うことはせずに、当該強制手続に参加して滞納国税に対する交付を請求することができる。このうち、先に行われた手続きが他の国税・地方税その他の公租公課にかかる差押であり、差押財産が国税徴収法第86条第1項に掲げられた財産である場合のみ「参加差押」といい、それ以外の場合（先に行われた手続きが裁判所の強制執行による場合はすべて）を「交付要求」という。たとえば差押財産が債権である場合には、先行手続きが滞納処分か裁判所の強制執行かを問わず「交付要求」となる。
交付要求または参加差押には時効中断の効力があり、これらを行っている間は中断が継続する。
交付要求または参加差押にかかる国税が消滅したときは、これらを解除しなければならない。この場合、税務署長は先行の強制手続を行った執行機関に通知しなければならないほか、参加差押登記抹消の嘱託、第三債務者への通知等も行わなければならない（徴収法第80条・第81条）。

### 交付要求
滞納者の財産につき強制換価手続が行われた場合は、税務署長は裁判所、破産管財人等の執行機関に対して、滞納国税について交付要求書により交付要求をしなければならない。また、交付要求した旨を滞納者に通知しなければならない（徴収法第82条）。
ただし、滞納者の他の財産により国税の全額を徴収できる場合は、交付要求を行わないものとされている（徴収法第83条）。これは、国税は他の地方税・私債権などに優先するため、交付要求をすることにより国税に劣後する他の債権に重大な影響を及ぼすことから、他の債権者を保護するための規定である。
交付要求をすることができる滞納国税は、納期限が到来していればよく、滞納処分の前提条件である督促の有無や、徴収猶予・執行停止されているものでもすることができる。
執行機関により強制換価手続が行われると、その換価代金の中から一定の順序により配当を受ける。原則として国税は他の全ての債権に優先して配当を受けるが、例えば法定納期限等前に設定された抵当権などはその国税に優先するので、必ずしも交付要求により国税に配当が受けられるとは限らない。
複数の行政機関が交付要求を行った場合、先に行われた交付要求が後のものに優先する。

### 参加差押
参加差押は交付要求の一形態であり、先行の手続きが他の国税・地方税等にかかる差押で、当該財産が国税徴収法第86条第1項に掲げられたものであることが交付要求との相違点であるが、その手続きや要件等について交付要求と異なる部分も多い。
税務署長は、納期限が到来し督促状を発してから10日を経過するなど徴収法第47条の要件を満たした国税について、滞納者の一定の財産が差押されているときは、滞納処分をした行政機関に対して参加差押書を交付することによりその差押に参加することができる。参加差押をした場合には滞納者に参加差押通知書を送付しなければならないほか、電話加入権を参加差押した場合は第三債務者（この場合、東日本電信電話株式会社または西日本電信電話株式会社）に書面により通知しなければならない。
国税徴収法第86条第1項に掲げる参加差押することのできる財産は、次のものである。
- 動産および有価証券
- 不動産（不動産と同様の手続きにより差し押さえる徴収法第70条・第71条の財産（船舶等）を含む）
- 電話加入権

徴収法第83条の場合には参加差押しないのは交付要求の場合と同様である。
滞納国税について参加差押した場合は、一定の優先順位にもとづいて配当を受けるのは交付要求と同様だが、当該財産が換価されずに先行の差押が解除・取消された場合、徴収法第87条の要件に従い、参加差押した時点にさかのぼって滞納国税が差押をしたものとみなされる。先行の差押解除時に複数の参加差押があった場合は最も先の参加差押が差押の効力を生じ、後の参加差押はその差押に参加差押したものとみなされる。

## 財産の換価
差し押さえた財産のうち、主に金銭・有価証券以外の動産と不動産は徴収法第89条以下の規定に基づき換価しなければならない。換価とは、差し押さえた財産を、国税徴収のために国が自ら強制的に金銭に換える手続きである。財産の所有権は差押によって移転しないのは先述のとおりだが、この換価の手続きにより、財産の所有権は滞納者から買受人に移転する（国による買受の場合以外、所有権が国を経ることはない）。
換価は、下記の方法のうちいずれかによらなければならない。
- 公売（徴収法第94条。原則として公売によらなければならない）
  - 入札（101条）
  - せり売り（103条）
- 随意契約による売却（109条）
- 国による買入れ（110条）

成熟前の果実、繭になる前の蚕のほか、完成前の生産品・栽培品でその価値が著しく低く取引に適さないものは、換価をすることができない（徴収法第90条）。
滞納者本人は自己の財産を、国税の事務に携わる職員は換価の目的となった財産を、それぞれ直接・間接を問わず買い受けることはできない（徴収法第92条）。

### 公売
税務署長は、公売の10日前までに公売する財産の種類や内容、公売の方法や日時等を、税務署の掲示板に掲示する等の方法により公告する（徴収法第96条）と共に、滞納者、交付要求人、公売財産の権利者に公告と同様の内容を通知（徴収法第97条）しなければならない。
差押財産を公売する際は、税務署長は見積価額を決定しなければならない（徴収法第98条）。見積価格については、客観的な時価を基準にするか、鑑定人などの評価額を参考にして決定される。公売財産が不動産、船舶、航空機である場合、公売の3日前までに見積価額を公告しなければならない。
公売財産につき買受の申し込みをしようとする者は、一定の場合を除いて見積価額の10%以上の、税務署長が定める額を公売保証金として納付しなければならない。これにより納付された公売保証金は、公売財産の買受代金に充てられる。また、売却決定された後に買受人が期限までに代金を支払わない場合は保証金は没収され、公売にかかる国税に充てられる。保証金を納付した者が公売財産を落札できなかった場合は、保証金は遅滞無くその者に返還される（徴収法第100条）。
入札に当たっては、入札人は所定の時刻までに自らの住所、氏名、入札しようとする公売財産の名称や入札価格等を入札書に記載し、封をして徴収職員に差し出す。いわゆる電子入札の方法がとられている場合は、入札者は一定の方法により封に代わる操作をして入札する。一度提出した入札書は、変更・取り消しをすることはできない（徴収法第101条）。
徴収法第103条では、せり売の方法で公売できる旨を定めている。せり売とはいわゆる「オークション」であり、徴収職員または徴収職員に指定されたせり売人は公売する財産を指定し、買受人に申込を催告する。買受人は、番号札を掲げるなど徴収職員の指定する方法により、主に口頭で入札価格を申告して価格を競り上げていく。
入札・せり売どちらの場合も、徴収職員は見積価額以上で最も高い価格による入札者を最高価申込者として定める。2人以上の者が最高値をつけた場合は更に入札または競りを行い、なお決着がつかない場合はくじで最高価申込者を決する（徴収法第104条）。公売財産が不動産や登録制度のある船舶（徴収法第69条・第70条のもの）等である場合は、最高価申込者後直ちに、補欠として2番目に高い価格をつけた者を次順位買受申込者として定める（徴収法第104条の2）。最高価申込者等を定めたときは、徴収職員は直ちに、これらの者の氏名と価格を告げ、入札・せり売りの終了を告知しなければならない（徴収法第106条）。
公売の妨害、価格引下げ目的での連合（いわゆる談合）を行った者は、その後2年間公売への参加が制限される。これらの行為を行った者の入札は無かったものとされ、納付した公売保証金は返還されず国庫に帰属する（徴収法第108条）

### 売却決定から権利の移転まで
税務署長は、売却財産が動産等である場合は公売の日に（徴収法第111条）、不動産等である場合は公売から7日を経過した日に（徴収法第113条）、最高価申込者に対して売却決定を行う。
買受人は、原則として売却決定の日までに、買受代金を現金で納付しなければならない。期限までに納付されない場合、その売却決定は取り消され（徴収法第115条）、公売保証金は返還されない（前述）。買受人が買受代金を納付する前に滞納者が当該国税を完納した場合、売却決定は取り消される（徴収法第117条）。
買受人は代金を納付したときにその財産を取得し（徴収法第116条）、この場合税務署長は原則として当該財産を買受人に引き渡す（徴収法第119条。動産等の場合。）か、買受人の請求により権利移転の登記を関係機関に嘱託しなければならない（徴収法第121条。不動産等、権利の移転に登記を要するものの場合。）。登記の登録免許税等、権利の移転に必要な経費は買受人の負担となる（徴収法第123条）。

### 随意契約による売却および国による買入
公売に付することが公益上不適当な場合、相場により売却する場合、公売に付したが入札が無かった場合は、税務署長は随意契約により売却することができる。この場合の価格は相場価格による売却の場合を除いて徴収法第98条の方法によるが、その価格は直前に行われた公売における見積価格を下回ることはできない（徴収法第109条）。
公売で入札者がいなかった場合に限り、必要な場合は国が見積価格によりその財産を買い受けることができる（徴収法第110条）。

## 換価代金等の配当
税務署長は、差押・交付要求等により得た金銭を、一定の順位・方法に従い差押にかかる国税その他の債権に配当しなければならない。配当により残余金が生じた場合は、滞納者に交付される（徴収法第128条・第129条）。この配当により、滞納処分は完結する。
差押財産の処分により得た金銭は、下記の債権に配当される。
- 差押にかかる国税および滞納処分費
- 交付要求を受けた国税、地方税および公課
- 差押財産にかかる債権（質権、抵当権等にかかるもの）

差し押さえた金銭、交付要求等により交付を受けた金銭は、それぞれ差押にかかる国税、交付要求にかかる国税に配当される。
税務署長は配当に当たり、債権額を確認しなければならない。確認は、売却決定の前日までに債権者に対し、債権の元本・利子・弁済期（納期限）等を記載した債権現在高申立書を提出させて行うほか、登記の確認等の調査により行う（徴収法第130条）。
税務署長は第129条の規定により配当を行う場合は配当計算書を作成し、買受財産の納付の日から3日以内に、配当を受ける者に対してその謄本発送しなければならず（徴収法第131条）、その謄本には発送から原則として7日を経過した日を交付期日として記載し、配当を受ける者に告知しなければならない（徴収法第132条）。換価代金は、この交付期日に配当計算書に従い交付される（徴収法第133条）。
配当しようとする換価金額が国税その他の債権の総額に満たない場合は、徴収法第2章などに規定する優先劣後の関係に従って、配当すべき順位および金額を定めて配当される（徴収法第129条第5項）。配当に当たっては、原則として租税（国税および地方税）、公課、私債権の順序となる。一方で、私債権の担保権設定時期が税の法定納期限等より早いときなど、私債権が租税に優先される場合もある。なお、国税と地方税に優先劣後の関係はない。
配当手続きに当たっては、
- 租税は、公課に優先
- 公課は、質権・抵当権等により担保される私債権に優先
- 質権・抵当権等により担保される私債権は、租税に優先

という、三つ巴の様相を呈することもしばしばあり、この場合は徴収法第26条各号に規定する方法により調整が行われる。
1. 租税・私債権に対し常に優先する、強制換価手続きの費用・滞納処分費
2. 債権を租税グループと私債権グループとに分け、次の方法により、配当金額の総額を定める
  1. 租税の法定納期限等の日・私債権の権利の設定時期を古い順に並べる
  2. この順序に従い、上記1の手続き費用を控除した額を配当していき、仮の配当額を定める
  3. 債権を租税グループと私債権グループとに分け、上記で仮配当された額の和をそれぞれ求める。この額が、それぞれのグループに配当される額となる。
3. 租税グループについて、差押先着順や交付要求先着順等に従い配当順序を定め、順次グループに配当された額が無くなるまで充てる。
4. 私債権グループについては、民法等の規定に従い配当順序を定め、順次グループに配当された額が無くなるまで充てる。

## 近年の傾向
近年インターネットの普及に伴い、差押物件の公売について、より多くの参加者が見込める官公庁オークションを活用するケースが見られる。最大手のYahoo!オークションではインターネット公売として、不動産、自動車、腕時計、指輪、宝石等の多数の物件が対象になっている。また、地方税においては、休日等に都道府県と市町村の合同公売会も実施されている。